# Ruine Günzburg
Die Ruine Günzburg ist eine abgegangene Burg in der Wüstung Günzburg des Ortsteils Eschental der Gemeinde Kupferzell im Hohenlohekreis in Baden-Württemberg.
Sie steht auf dem Mündungssporn eines gewässerlosen Steiltals (dem alten Ortskern Eschentals) in den Eschentaler Bach.
Von der ehemaligen Burganlage fehlen urkundliche Nachweise.